# Cantonul Neufchâteau
Cantonul Neufchâteau este un canton din arondismentul Neufchâteau, departamentul Vosges, regiunea Lorena, Franța.

## Comune
- Attignéville
- Barville
- Bazoilles-sur-Meuse
- Beaufremont
- Brechainville
- Certilleux
- Circourt-sur-Mouzon
- Fréville
- Grand
- Harchéchamp
- Houéville
- Jainvillotte
- Landaville
- Lemmecourt
- Liffol-le-Grand
- Mont-lès-Neufchâteau
- Neufchâteau (reședință)
- Pargny-sous-Mureau
- Pompierre
- Rebeuville
- Rollainville
- Sartes
- Tilleux
- Trampot
- Villouxel